# 三木光司園
三木光司園（みきこうじえん）は兵庫県三木市別所町小林にある通所・障害者グループホーム専用の知的障害者通所授産施設である。

## 概要

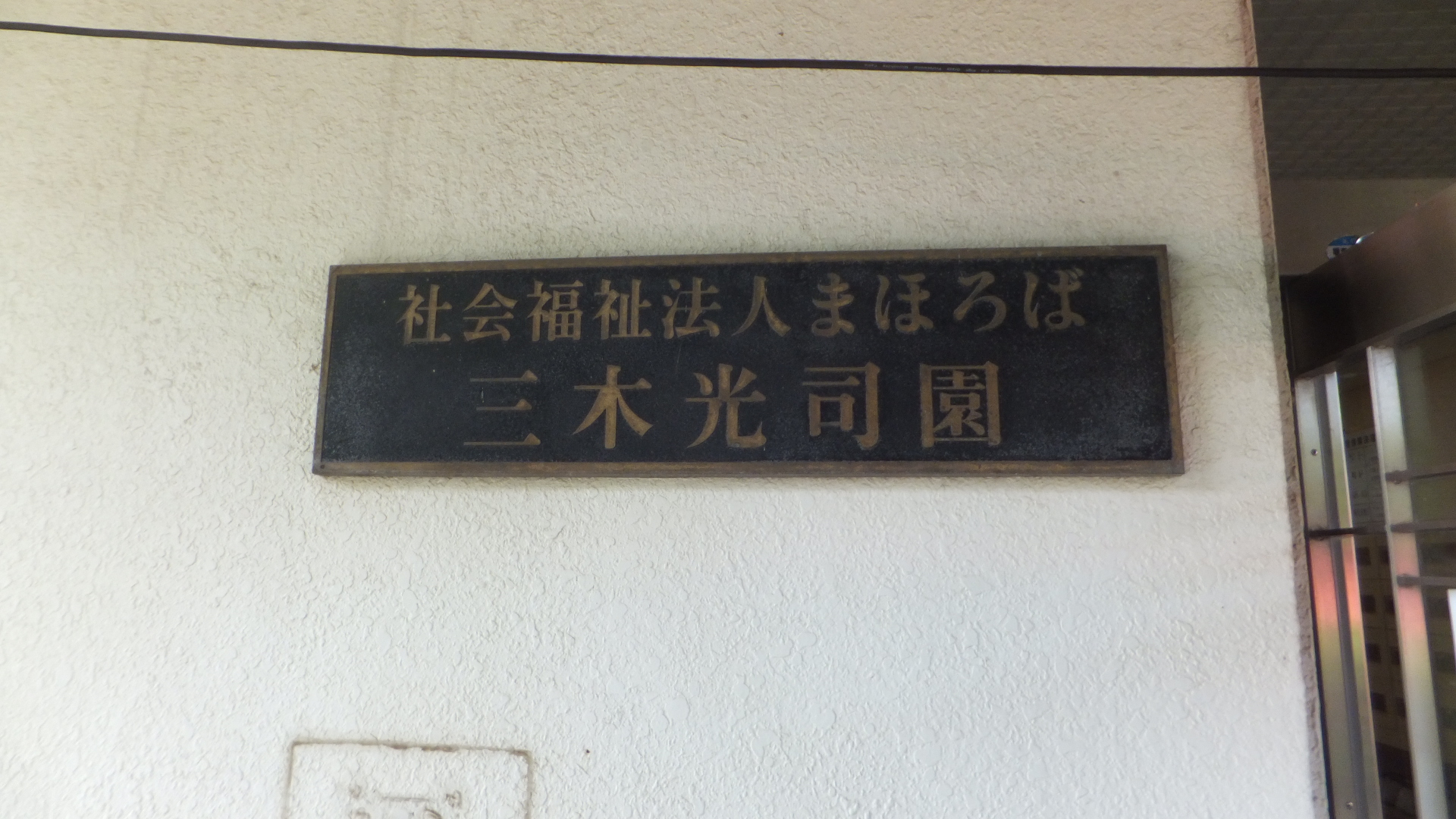
法人名と通称名の銘板

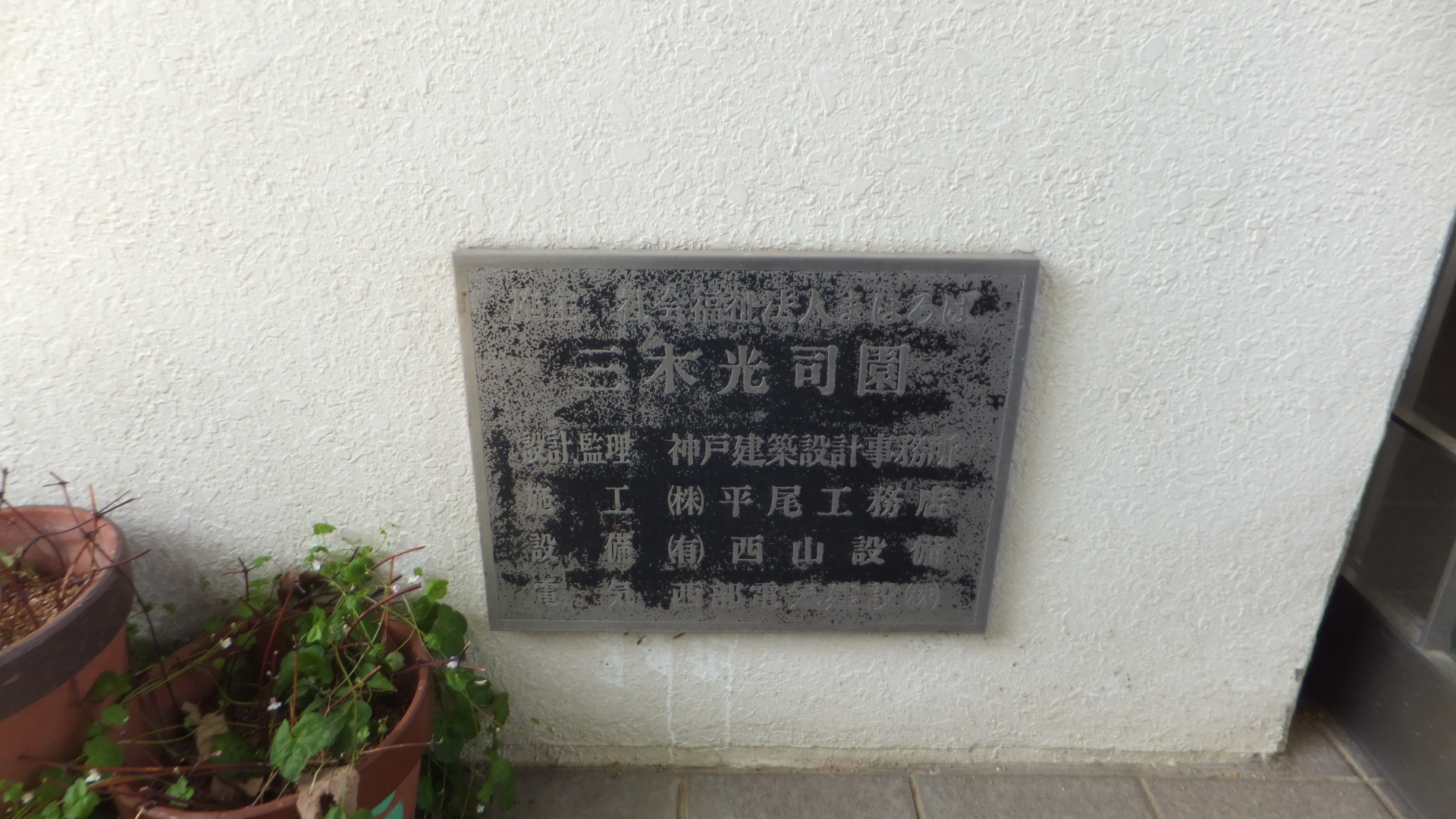
設計者と施行者の銘板

- 社会福祉法人まほろばが運営する知的障害者通所授産施設・グループホームを運営している事業所であり、開設前に初代の理事長の自宅で開設準備をし、生活指導と職業訓練を経験して社会参加と知的障害者の社会進出を目的して1987年4月1日に三木市・神戸市西区在住の療育手帳所持者である利用者30人を受け入れて初代の理事長所有の土地である三木市別所町小林字仕負谷に開所した。主に就労を目的とした製造・販売などの実習を行っている。[1] [2] [3] [4] [5][6]

### 所在地
- 兵庫県三木市別所町小林字仕負谷（しおいだに）118-111

## 沿革
- 1987年（昭和62年）4月1日 - 開所する。[1][4]

## 入所資格
- 18歳以上の就労する意欲と能力がありかつ事業所に雇用されなかった療育手帳所持者。（但し、原則であり、障害者と疑われている者も利用可能である。）[1][4][5]

## 施設

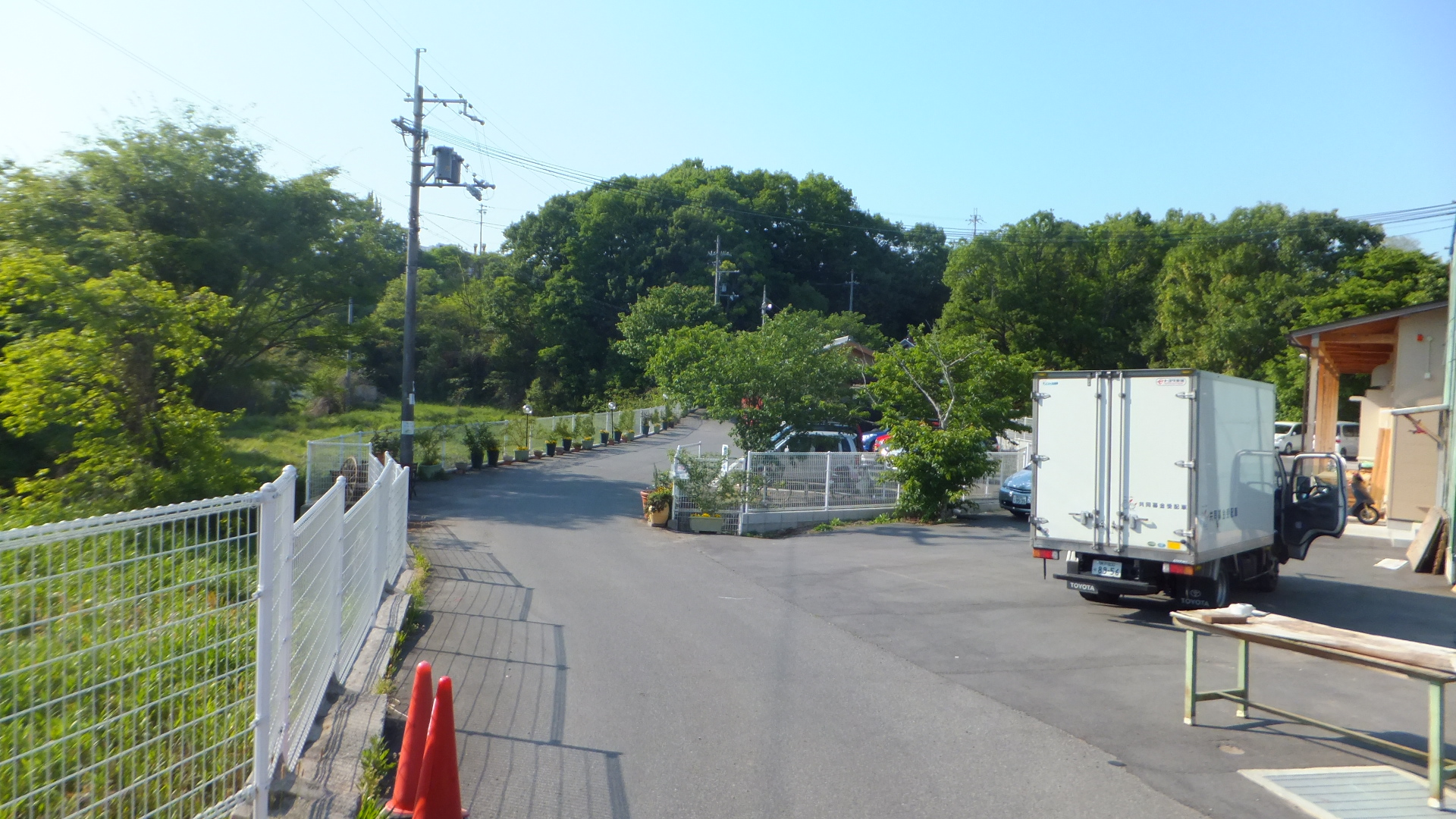
正門

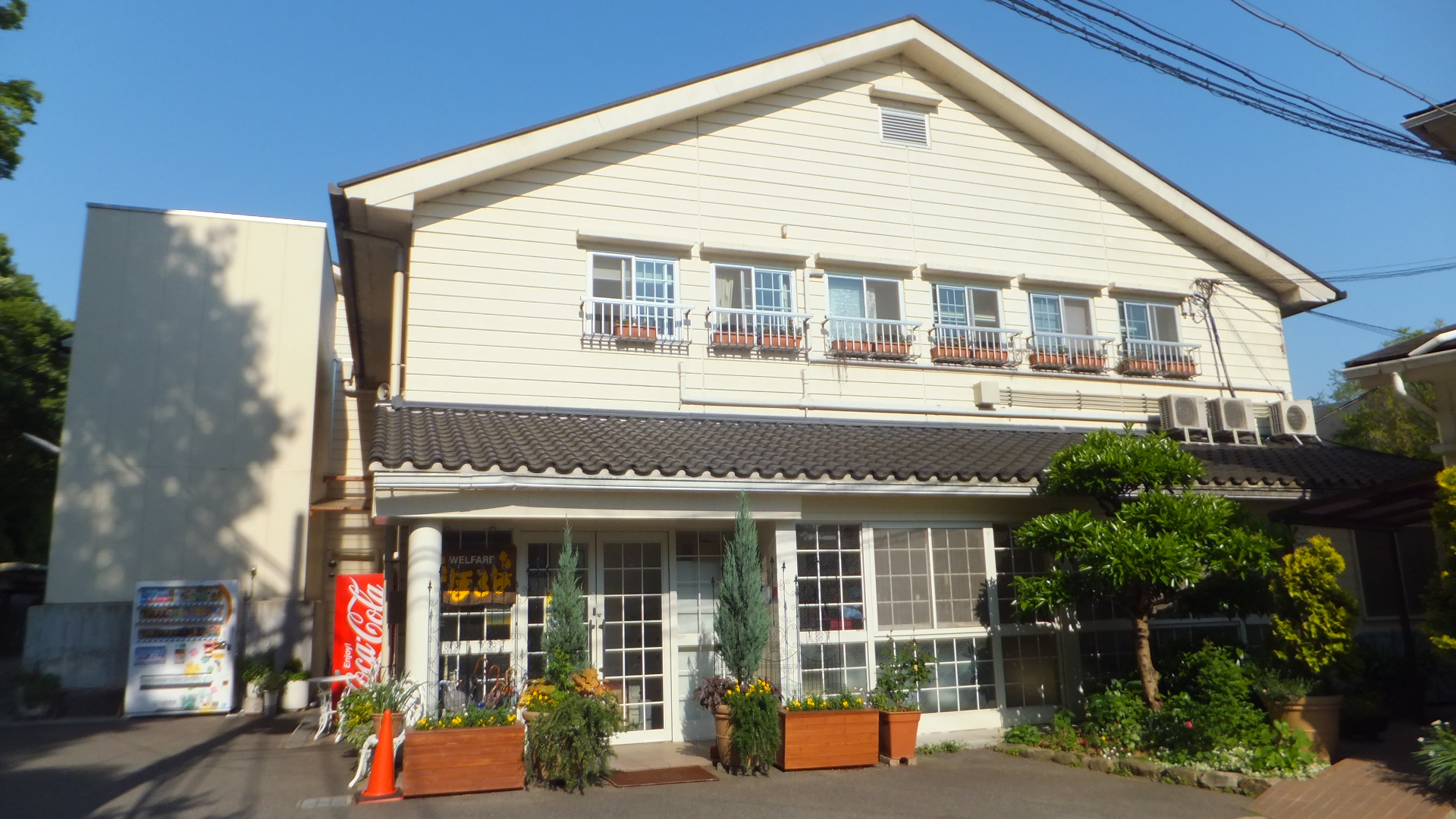
パン工場

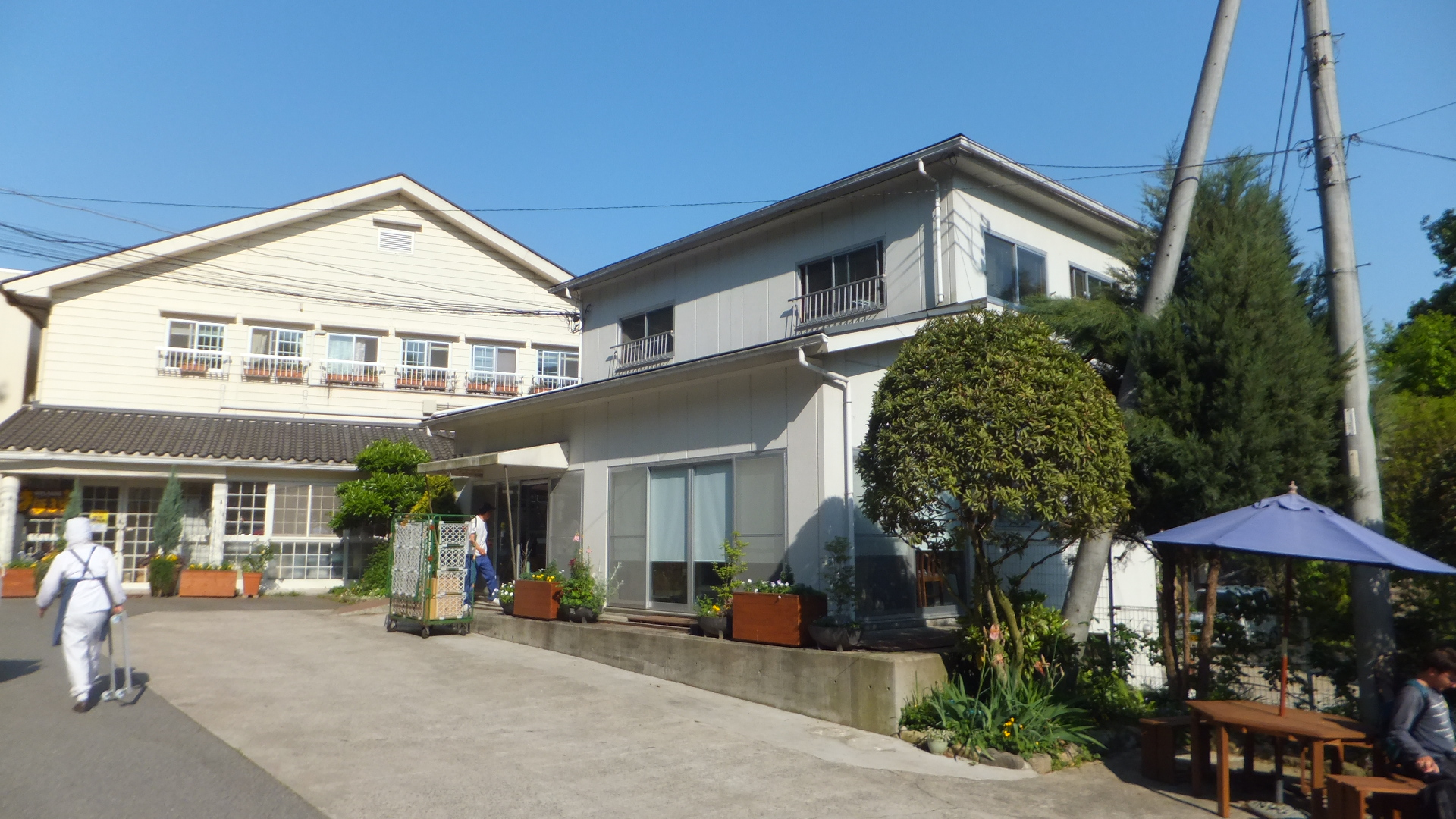
特定相談支援事業所 和

- 多方面の事業所がある。[7]

| 事業名               | 振り仮名                       | 通称事業場   | 事業内容                  | 住所                                      |
| -------------------- | ------------------------------ | ------------ | ------------------------- | ----------------------------------------- |
| 社会福祉法人まほろば | しゃかいふくしほうじんまほろば | 日中活動の場 | 法人本部                  | 兵庫県三木市別所町小林字仕負谷118番地111  |
| 三木光司園           | みきこうじえん                 | 日中活動の場 | 作業所                    | 兵庫県三木市別所町小林字仕負谷118番地111  |
| ウェルフェアまほろば | うぇるふぇあまほろば           | 日中活動の場 | パン製造工場              | 兵庫県三木市別所町小林字仕負谷118番地111  |
| 母屋                 | もや                           | 日中活動の場 | 水耕栽培所本部            | 兵庫県神戸市西区神出町勝成字猪谷106番地38 |
| 母屋 古神分場        | もや ふるかみぶんじょう        | 日中活動の場 | 水耕栽培所                | 兵庫県神戸市西区神出町古神216番地2        |
| ホームまほろば       | ほーむまほろば                 | 生活の場     | グループホーム ケアホーム | 兵庫県神戸市西区神出町東1188番地140       |
| ホームにっこり       | ほーむにっこり                 | 生活の場     | グループホーム ケアホーム | 兵庫県三木市志染町中自由が丘2丁目632番地  |
| 和                   | なごみ                         | 生活の場     | 特定相談支援事業所        | 兵庫県三木市別所町小林字仕負谷118番地111  |

## 事業
- 自動車部品組み立て班 - プレテック三木工場から委託されている作業であり、自動車部品の組み立てと検品を行っている。[7]
- 印刷・紙器・さをり織班 - 1995年4月からバブル経済崩壊の影響で受注量の減少により、廃止されたことをきっかけに自主生産を目的として着手した。[1][2][4][5]
- ケーキ・饅頭班 - 三木市福井にあるウェルフェアーまほろばの下請け作業として機能している。[1][2][4][5]
- 袋詰・園芸班 - ウレタンの断材屑をビニールの小袋や長袋につめて袋の口を折り返してテープで止める、計量する作業をしている。[1][2][4][5]
- チョコレートラッピング - チョコレートを袋詰めする作業である。[7]

## 祭事・催事・余暇活動

### 余暇活動
- 多数の余暇活動が運営されている。[7]
  - 茶道
  - 華道
  - エアロビクス
  - パソコン
  - 絵画
  - 習字
  - リズム
  - 音楽療法

### 年中行事
- 花見会
- 文化祭 
  - 「まほろばカーニバル」と呼ばれ、1992年から三木光司園が主催になって毎年5月第三日曜日に開催される。[7]近隣住民の交流・障害者の就労支援事業の一環教育を促進する目的で地域ボランティア事業の一環で大学の学生ボランティアサークル[8]・地域ボランティアが模擬店を出し・高等学校の吹奏楽部の演奏・広野小学校の児童によるダンスなどイベントを開催している。[9][10][6]

回数と開催日の一覧
| 回数 | 開催日        | 回数 | 開催日 | 回数 | 開催日        | 回数 | 開催日        | 回数 | 開催日        |
| ---- | ------------- | ---- | ------ | ---- | ------------- | ---- | ------------- | ---- | ------------- |
| 1    | 1992年5月17日 | 6    | 1998年 | 11   | 2003年        | 16   | 2008年        | 21   | 2014年5月18日 |
| 2    | 1993年        | 7    | 1999年 | 12   | 2004年5月18日 | 17   | 2009年        | -    | -             |
| 3    | 1994年        | 8    | 2000年 | 13   | 2005年        | 18   | 2010年5月16日 | -    | -             |
| 4    | 1996年        | 9    | 2001年 | 14   | 2006年        | 19   | 2012年        | -    | -             |
| 5    | 1997年        | 10   | 2002年 | 15   | 2007年        | 20   | 2013年5月19日 | -    | -             |

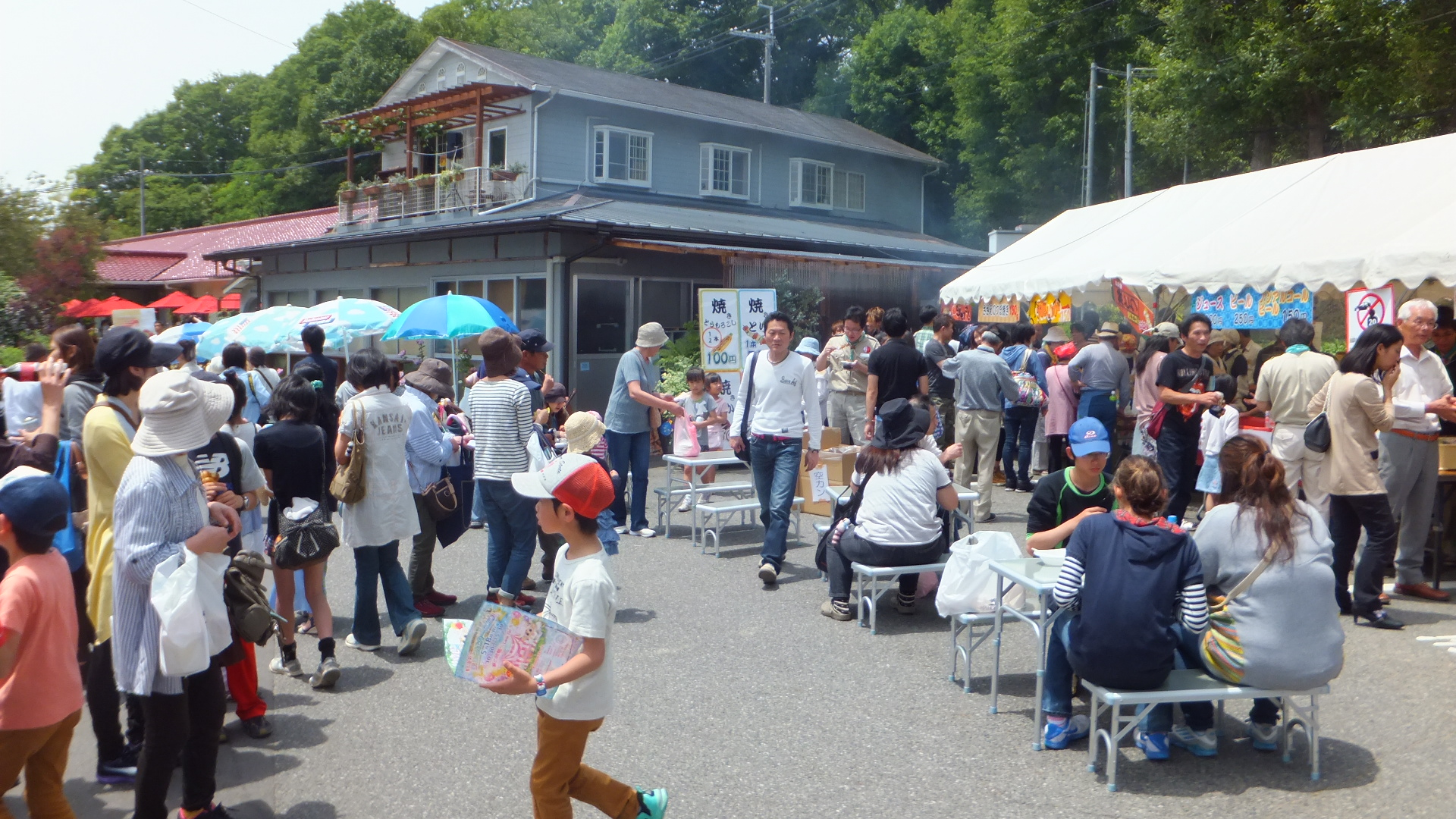
まほろばカーニバルに来ている観光客
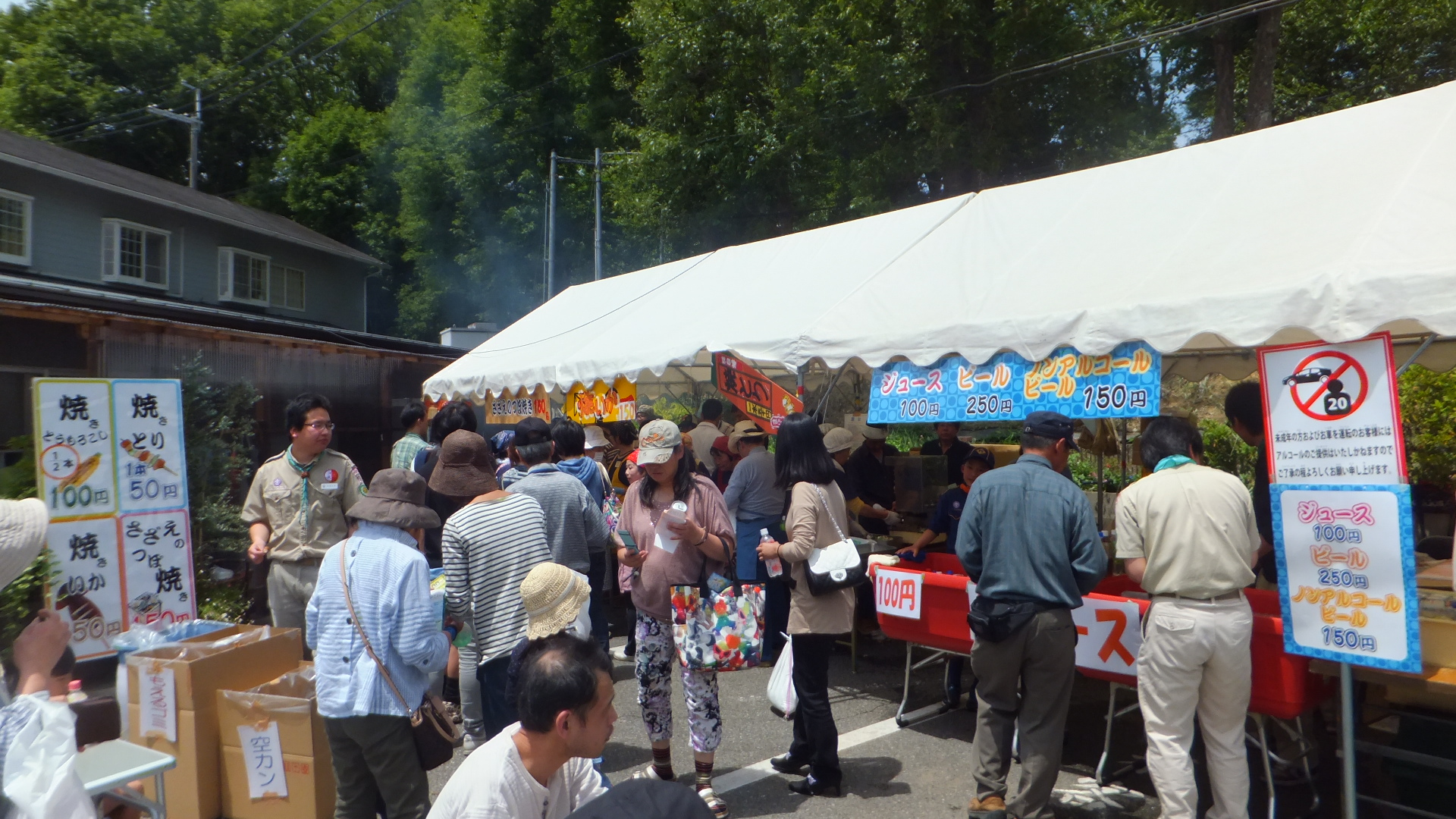
まほろばカーニバルで出展される模擬店
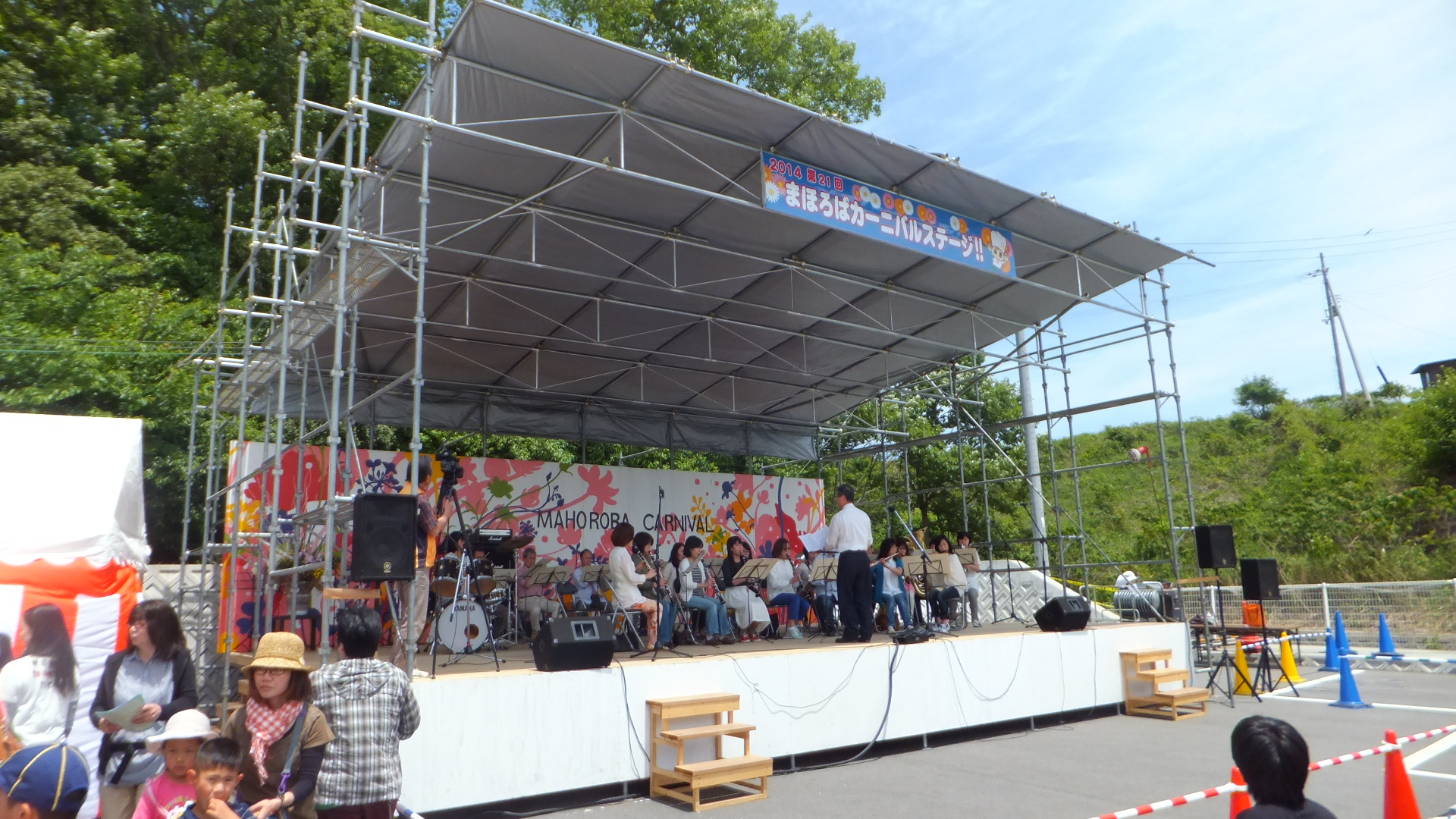
まほろばカーニバルのメインステージ
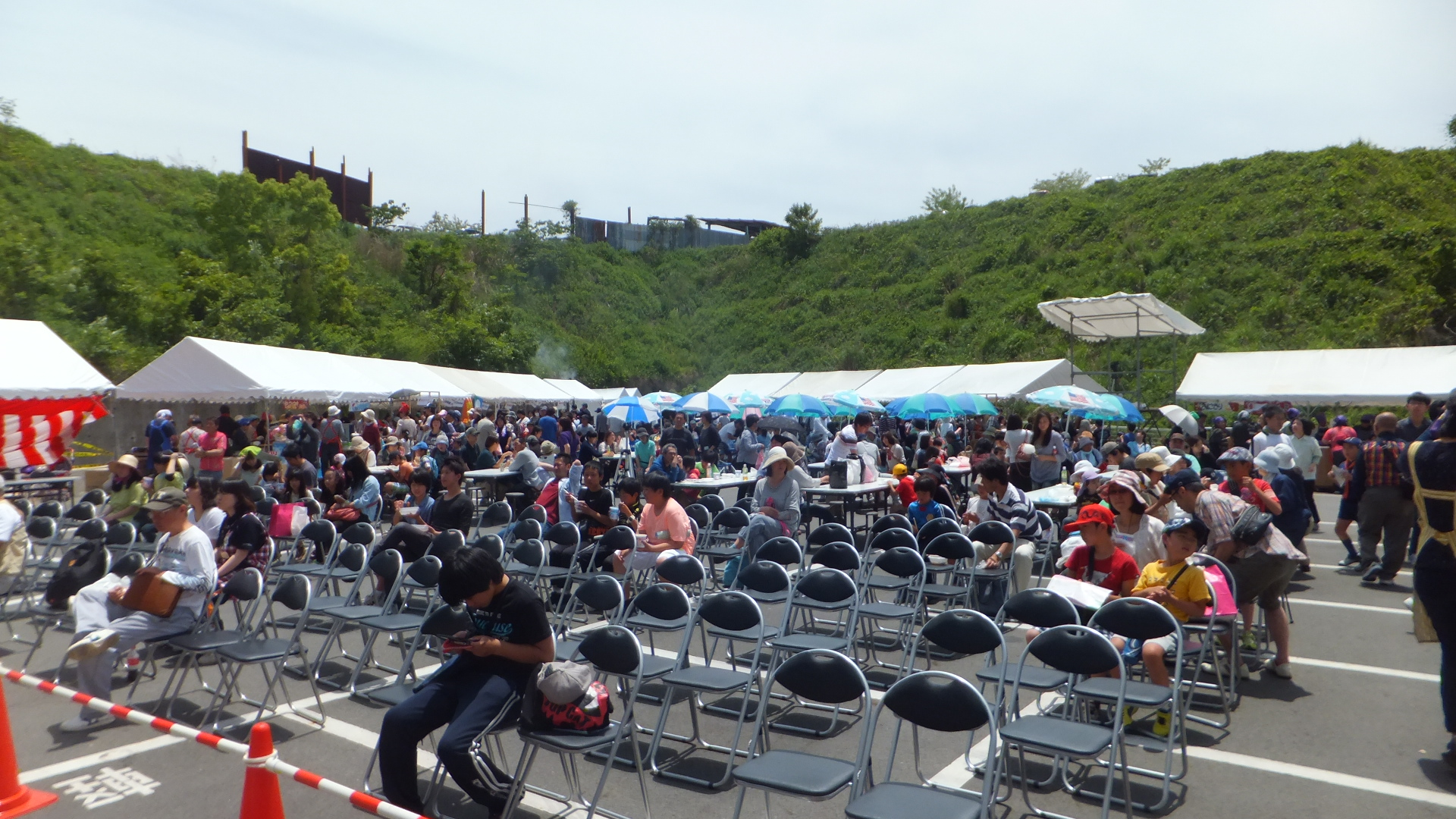
まほろばカーニバルのメインステージでの見物客
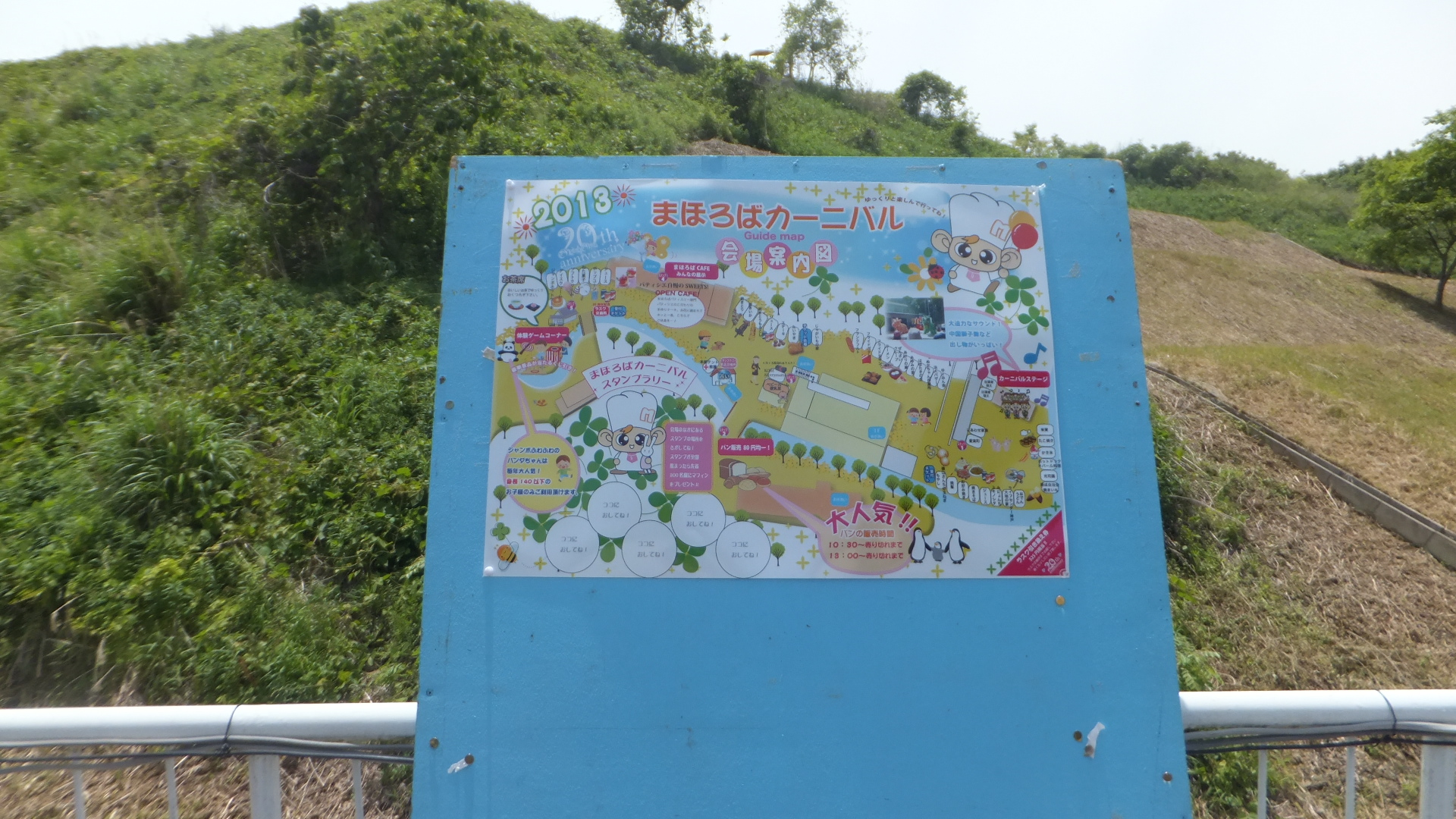
まほろばカーニバルの案内板

- バーベキュー会
- 旅行会
- 忘年会